# Piège à rats
 (octobre 2015).
Améliorez-le ou discutez des points à vérifier. 
 (octobre 2015).
Si vous disposez d'ouvrages ou d'articles de référence ou si vous connaissez des sites web de qualité traitant du thème abordé ici, merci de compléter l'article en donnant les références utiles à sa vérifiabilité et en les liant à la section « Notes et références ».

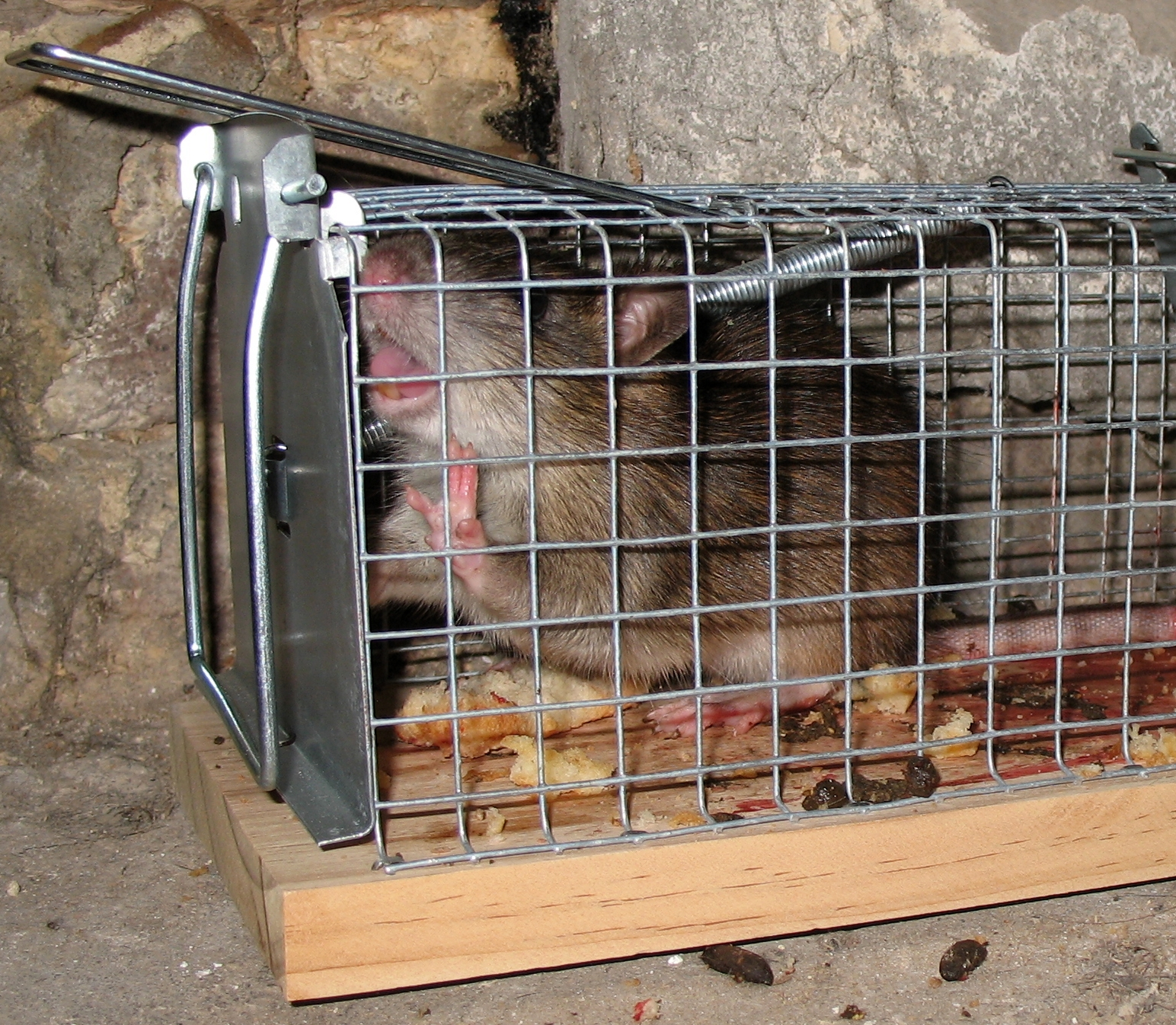
Rat pris au piège.

Un piège à rats ou une ratière (ou un piège à rongeurs de façon plus générale) est un piège conçu pour attraper les rats ou tout autre animal de même taille (écureuil, souris et autres nuisibles).
Les rats sont très méfiants, et se méfient beaucoup des nouveaux objets (notamment des objets qu'ils ont vu, mais pas touché) ou des pièges avec une seule entrée. S'ils voient d'autres rats piégés, ils peuvent apprendre à éviter les futurs pièges qu'ils peuvent croiser. C'est pour cela que la plupart du temps seulement les plus jeunes rats ou les plus inexpérimentés se font piéger. Les plus âgés ayant appris à les éviter.

## Les types de pièges

### Cage à rats

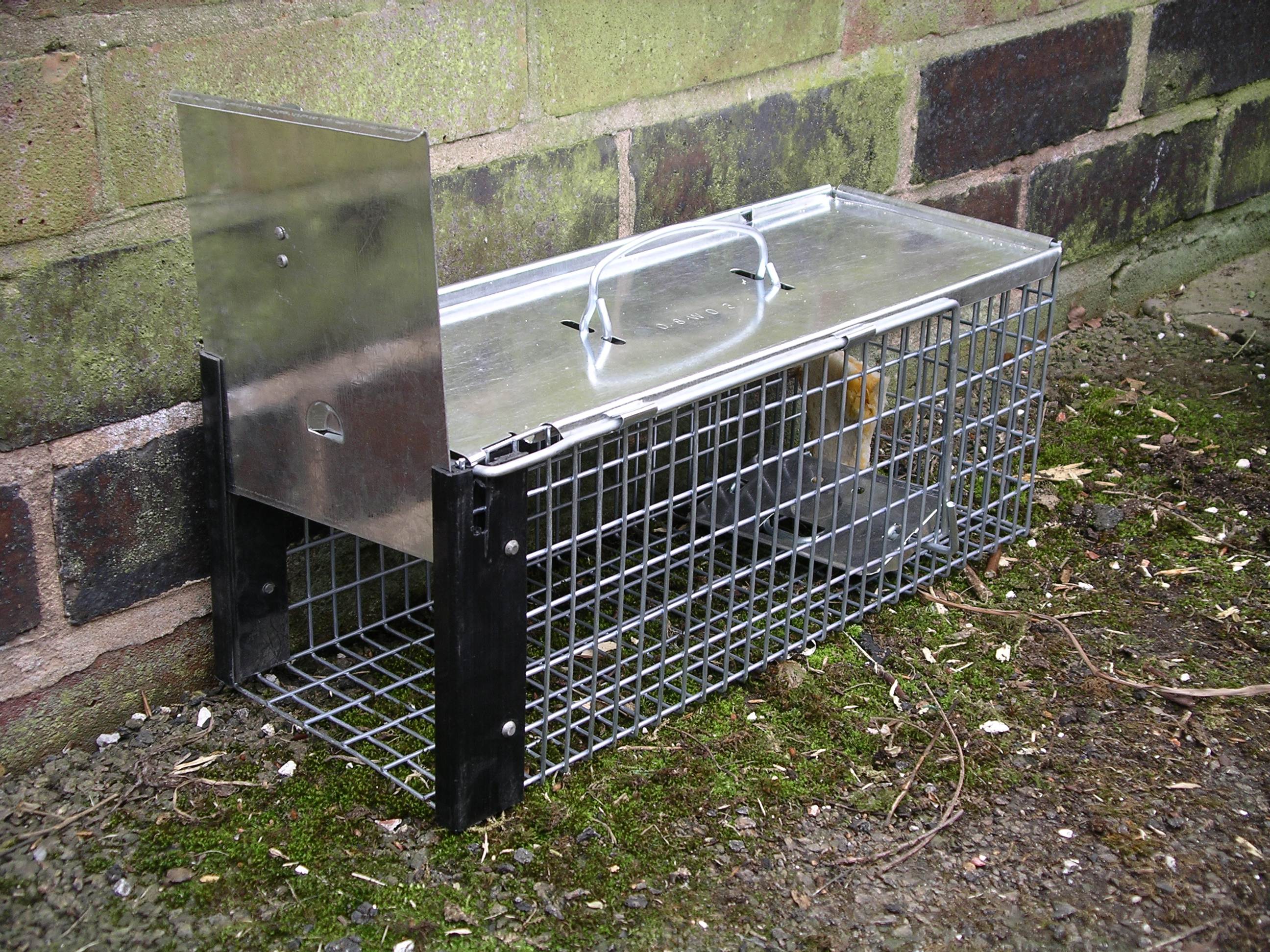
Cage-piège contenant du pain comme appât.

La cage à rats, est un dispositif en forme de cage métallique rectangulaire surtout conçu pour attraper l'animal sans le tuer ou le blesser. En général les appâts mis dans le piège sont des aliments non empoisonnés. Ce type de piège fonctionne de sorte que l'entrée de l'animal déclenche un mécanisme et ferme une porte sur le point d'entrée de manière à piéger l'animal à l'intérieur. Ce type de piège est surtout utilisé pour capturer et déplacer les animaux sans les tuer.

### Pièges à ressort

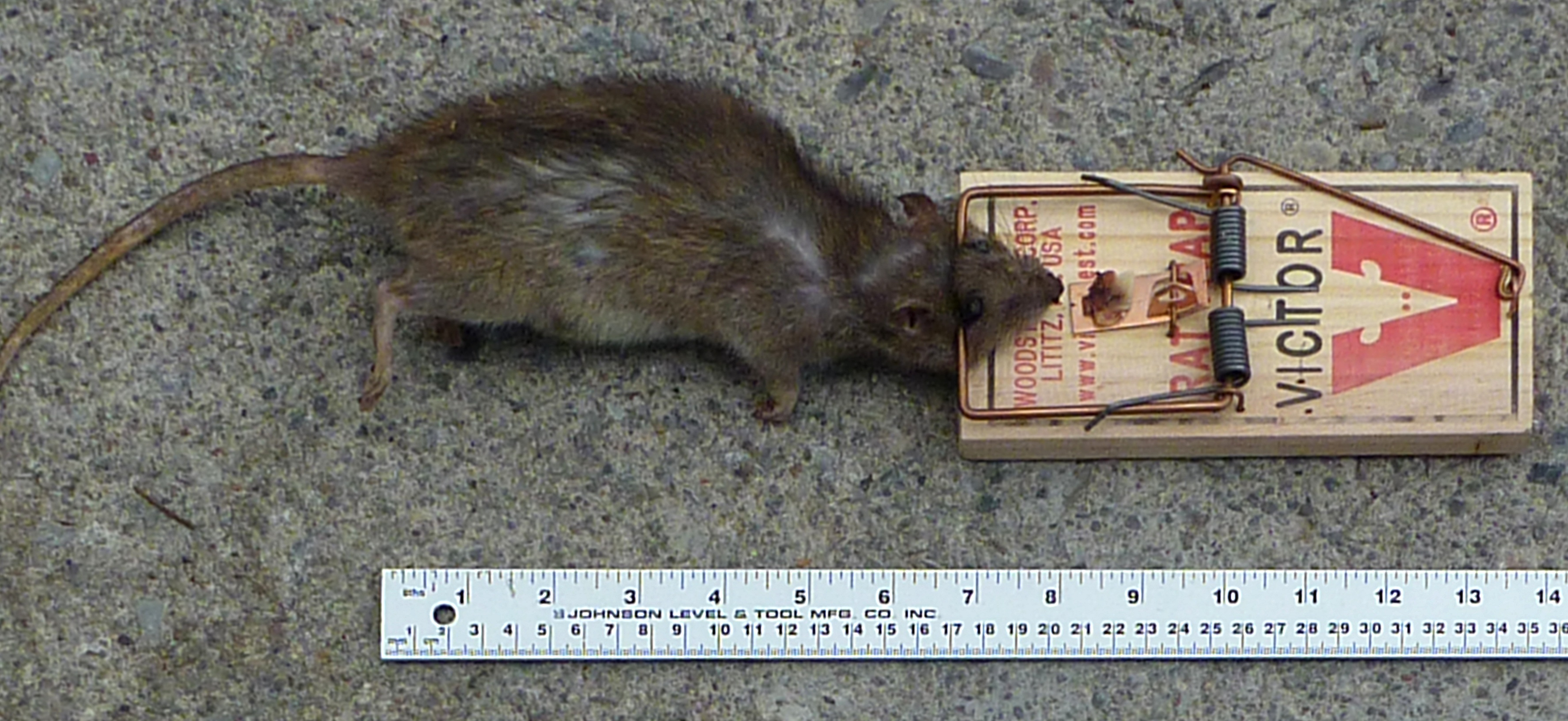
Rat pris dans un piège à ressort.

Le piège à ressort, tout comme la tapette à souris, est constitué d'une simple planchette de bois avec une barre de fer attachée au bois par un ressort. Un crochet permet de la charger, crochet qui se défait lorsque l'animal est présent, ce qui fait que la barre de fer vient lui briser la nuque.

### Dôme en entonnoir
Une autre forme de piège non létale consiste à utiliser un dôme renversé ayant en son sommet un entonnoir. Ce type de piège est généralement fait avec du fil de fer comme les pièges en forme de cages, mais peut également être fait en plastique pour capturer d'autres animaux. Les rats étant très souples, ils peuvent déjouer les pièges en forme de cages, mais dans ce dispositif en dôme l'entonnoir, à son extrémité, pique le visage des animaux avec les pointes des fils de fer dont il est composé, empêchant ainsi l'animal de reprendre l'entonnoir en sens inverse pour sortir. L'avantage de ce type de piège réside dans le fait que le piège peut capturer plusieurs animaux à la fois.

### Pièges électriques
Il existe également des pièges à rats électriques utilisant des plaques de détection métalliques. Ce type de piège détecte la présence d'un animal dans le piège et utilise des batteries pour délivrer une décharge électrique de plusieurs milliers de volts. Certains modèles peuvent indiquer à distance si le piège a capturé un animal. 

### Pièges collants

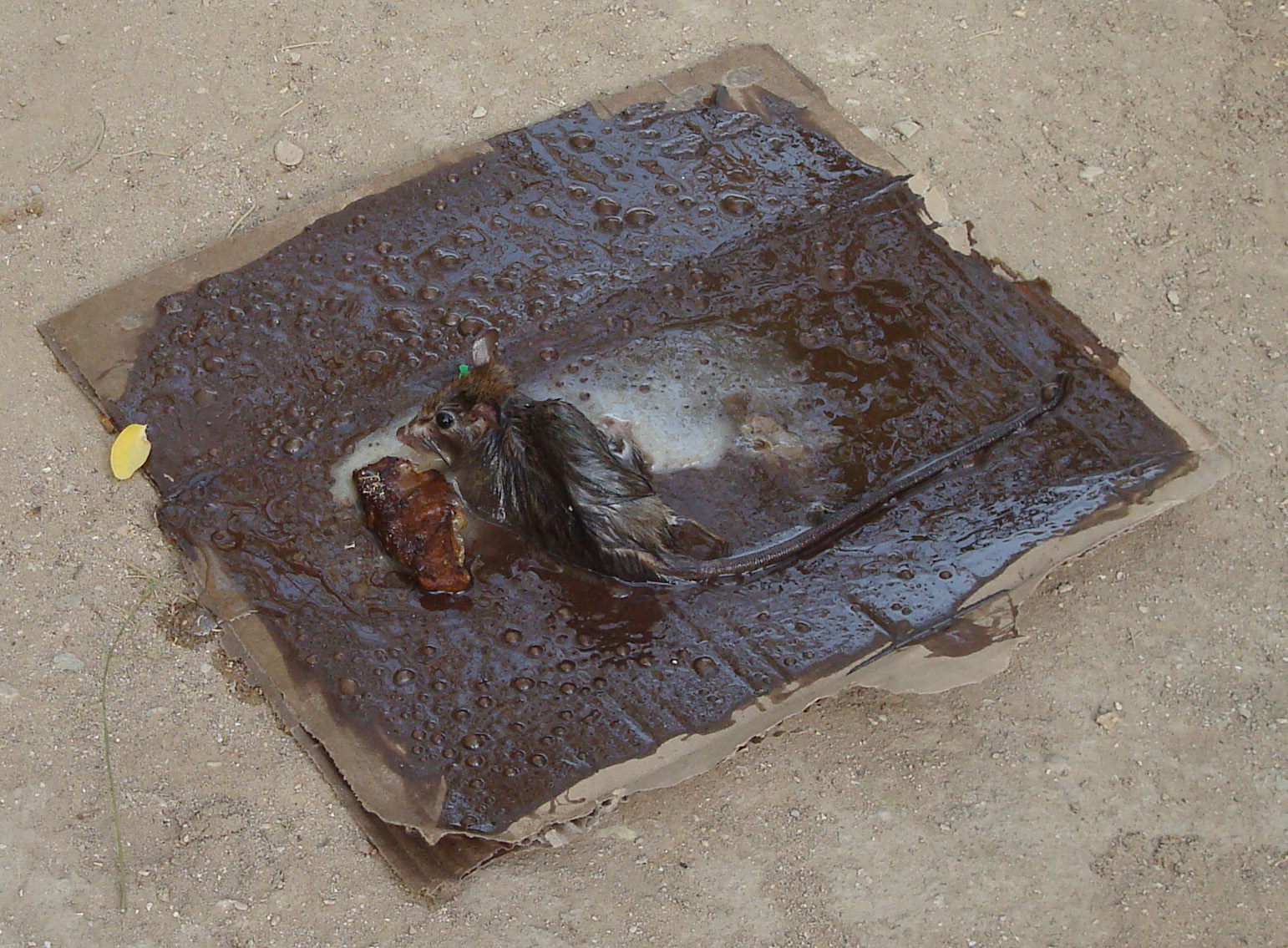
Rat pris dans un piège collant.

Les pièges collants, ou pièges à glue, sont des pièges non toxiques utilisant de la colle répartie sur une surface, généralement une planche en bois, en plastique ou en carton. Ce piège est conservé dans un endroit où le passage des rats est fréquent. L'animal une fois collé sur le dispositif meurt de déshydratation. Un appât peut également être placé sur le dispositif pour attirer les animaux.

### Pièges sécurisés "Sécuriposte"

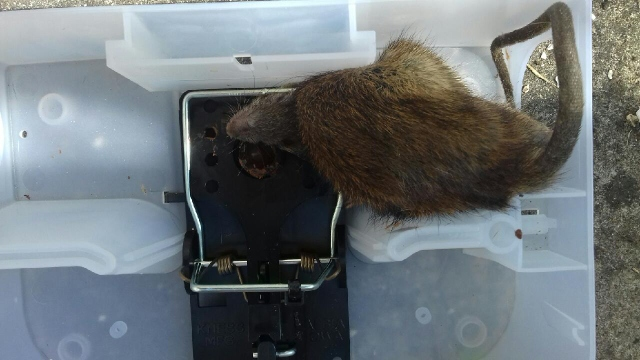
Piège à rat sécurisé, dit sécuriposte, déclenché par un rat.

Les "sécuriposte" sont des pièges à rat mécaniques destinés à la lutte contre les rats (piégeage). Leur particularité est que la tapette n'est pas accessible directement afin d'éviter les accidents avec les enfants et les animaux domestiques. Totalement sécurisés et verrouillés grâce à leur ouverture et fermeture à clef, ces pièges à rat se présentent sous la forme d'une boîte contenant une tapette qui s'enclenche grâce à une tige présente à l'extérieur du dispositif qu'il suffit de tirer vers soi pour armer le piège. Le rat, attiré par un appât disposé au préalable au centre de la tapette, déclenche le piège qui se referme sur lui et provoque une mort instantanée sans souffrance. Ce piège sécurisé a la particularité de ne pas employer de produit dangereux tels que les produits raticides. Les pièges sécurisés "sécuriposte" permettent de piéger les rats tout en préservant les enfants et animaux domestiques d'un danger potentiel.

## Piégeage du rat musqué

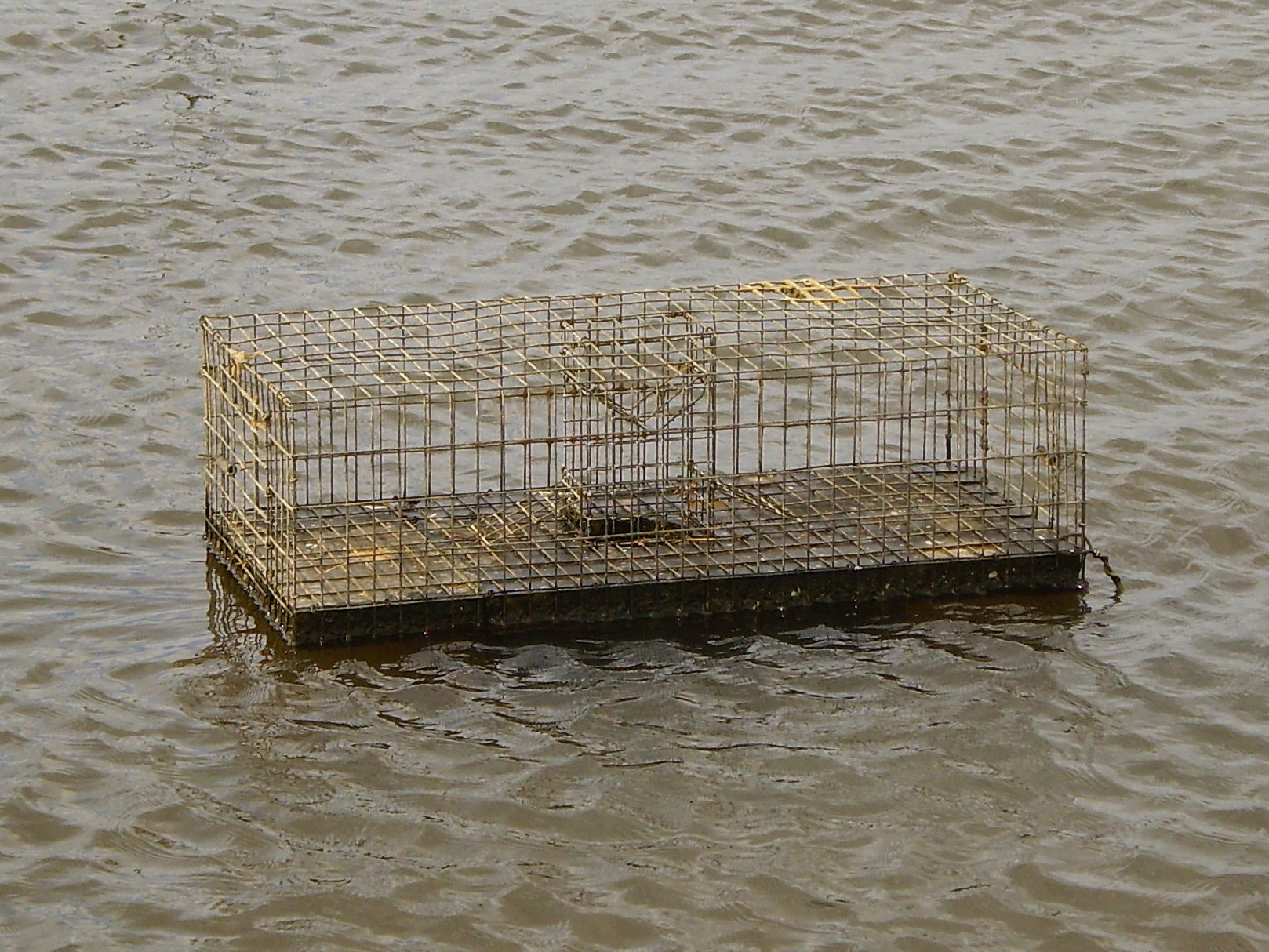
Piège pour rats musqués au Pays-Bas.

Le rat musqué (Ondatra zibethicus), qui est un animal amphibie causant des dégâts au niveau des berges des cours d'eau, est également piégé  dans les zones où il se montre particulièrement envahissant et nuisible, comme par exemple dans le Nord-Pas de Calais. On utilise le piège en X (avec agrément et autorisation) ou le piégeage à la nasse (autorisé sans agrément).

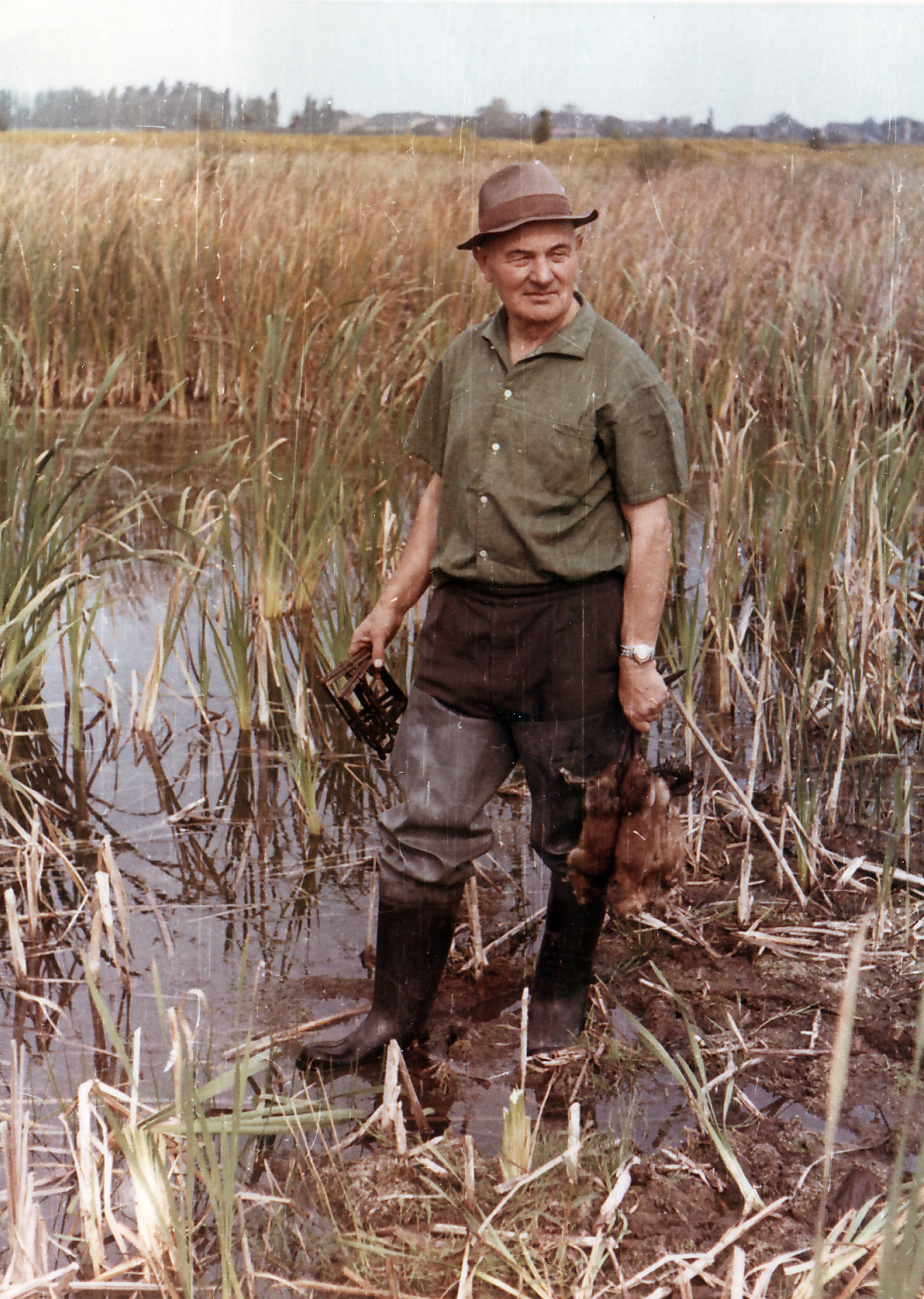
Le zoologue expert des rats musqués Max Hoffmann, avec des pièges en X à la main.

## Galerie
Il existe également d'autre types de pièges tuant l'animal comme illustré ci-dessous.

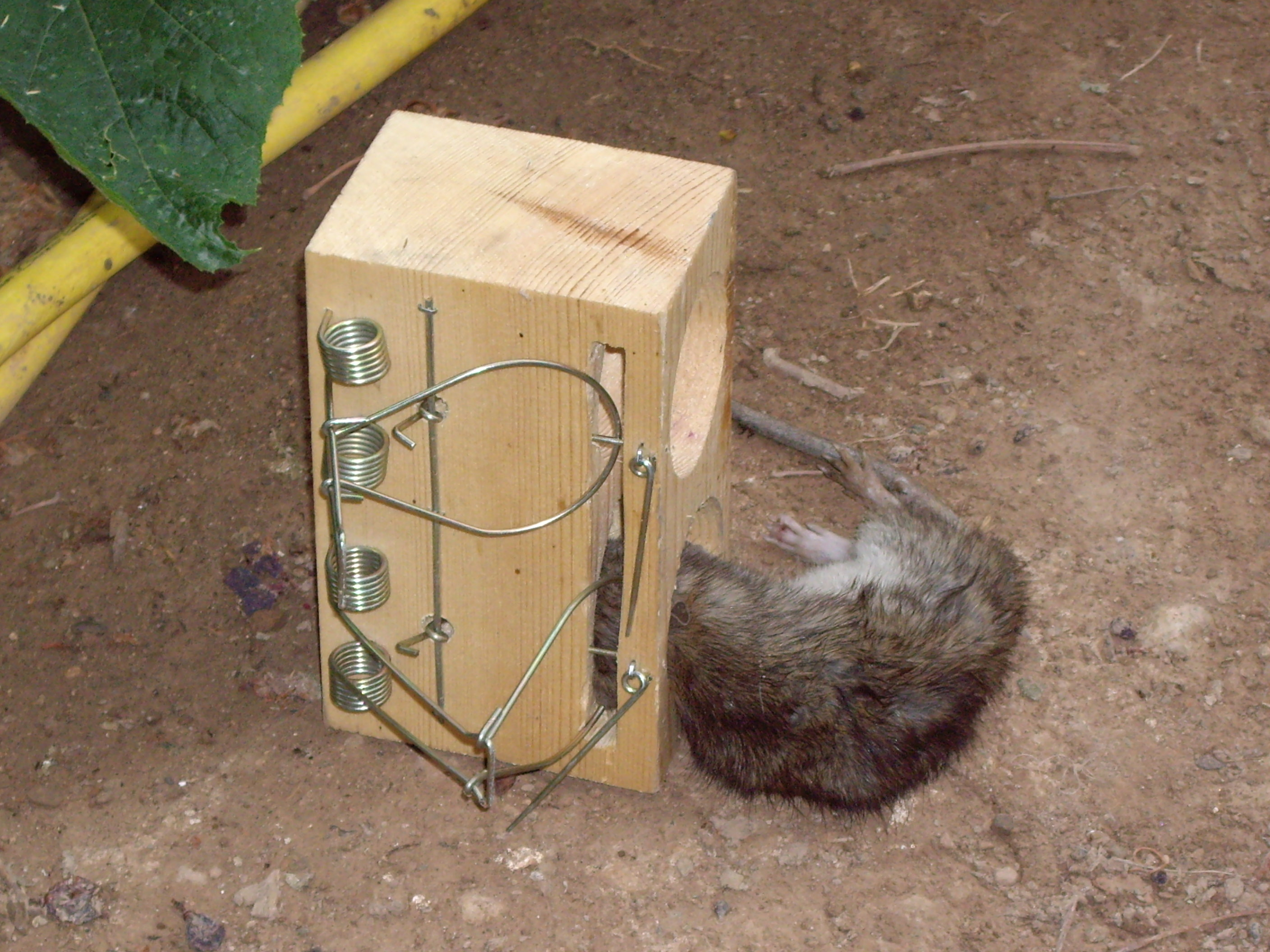
Rat pris dans un piège à colliers.